# Jerzy Podracki
Jerzy Podracki (ur. 1942) – polski językoznawca, polonista.
W 1965 r. ukończył studia polonistyczne na Uniwersytecie Warszawskim, uzyskując tytuł magistra. W tymże roku rozpoczął pracę naukowo-dydaktyczną na Uniwersytecie Warszawskim, początkowo jako asystent, później jako adiunkt i docent. W 1971 r. obronił rozprawę doktorską pt. Z historii rozwoju polskiej teorii i praktyki syntaktycznej, od O. Kopczyńskiego do A. Małeckiego. Profesorem nadzwyczajnym stał się 1 czerwca 1992, profesorem zwyczajnym zaś został mianowany w 2005 r.
W swojej działalności naukowej koncentrował się pierwotnie na zagadnieniach składni i historii językoznawstwa polskiego oraz dydaktyki języka polskiego. Później poświęcił się problematyce kultury języka i zróżnicowania współczesnej polszczyzny.

## Wybrana twórczość
- Koncepcje składniowe w gramatykach języka polskiego (Warszawa 1982)
- Konstrukcje złożone w gramatykach języka polskiego (Warszawa 2007)
- Polszczyzna płata nam figle. Poradnik językowy dla każdego (1993, II wyd. 1996)
- Jak się mówi…? Jak się pisze…? Poradnik językowy dla dziennikarzy (Warszawa 2007)